# 斯蒂芬·泰勒
斯蒂芬·泰勒（英語：Steven Taylor，1986年1月23日—）是英格蘭足球運動員，司職後衛。

## 生平

### 球會
斯蒂芬·泰勒出生於倫敦，但在兩個月大的時候就與他的家庭搬至北泰因賽德的懷特里灣（Whitley Bay）。他出身於英超球會紐卡素，早在1998年因球會傷兵滿營，而被安排上陣。但直至2002年才正式簽下一份正式的職業球員合約。
2010年3月23日正在養傷的史堤芬·泰萊與隊友卡路爾在訓練場地發生衝突，遭拳擊打碎顎骨，據小報稱事件是泰萊收取卡路爾前女友的短訊引起，他於修補顎骨後出院，但可能因傷而提早結束球季。

### 國家隊
史堤芬·泰萊曾代表英格蘭U16及U17參加國際賽，年僅17歲已代表英格蘭U20參加2003年在阿聯酋舉行的世青盃。於2004年2月17日首次代表英格蘭U21上陣，以3-2擊敗荷蘭。

## 外部連結
- 足球数据库：Steven Taylor的球员统计数据
- 斯蒂芬·泰勒的個人檔案於紐卡斯爾聯足球俱樂部官方網站
- 斯蒂芬·泰勒的個人檔案 （页面存档备份，存于）於BBC
- 斯蒂芬·泰勒的個人檔案 （页面存档备份，存于）於premierleague.com